# Via Crucis

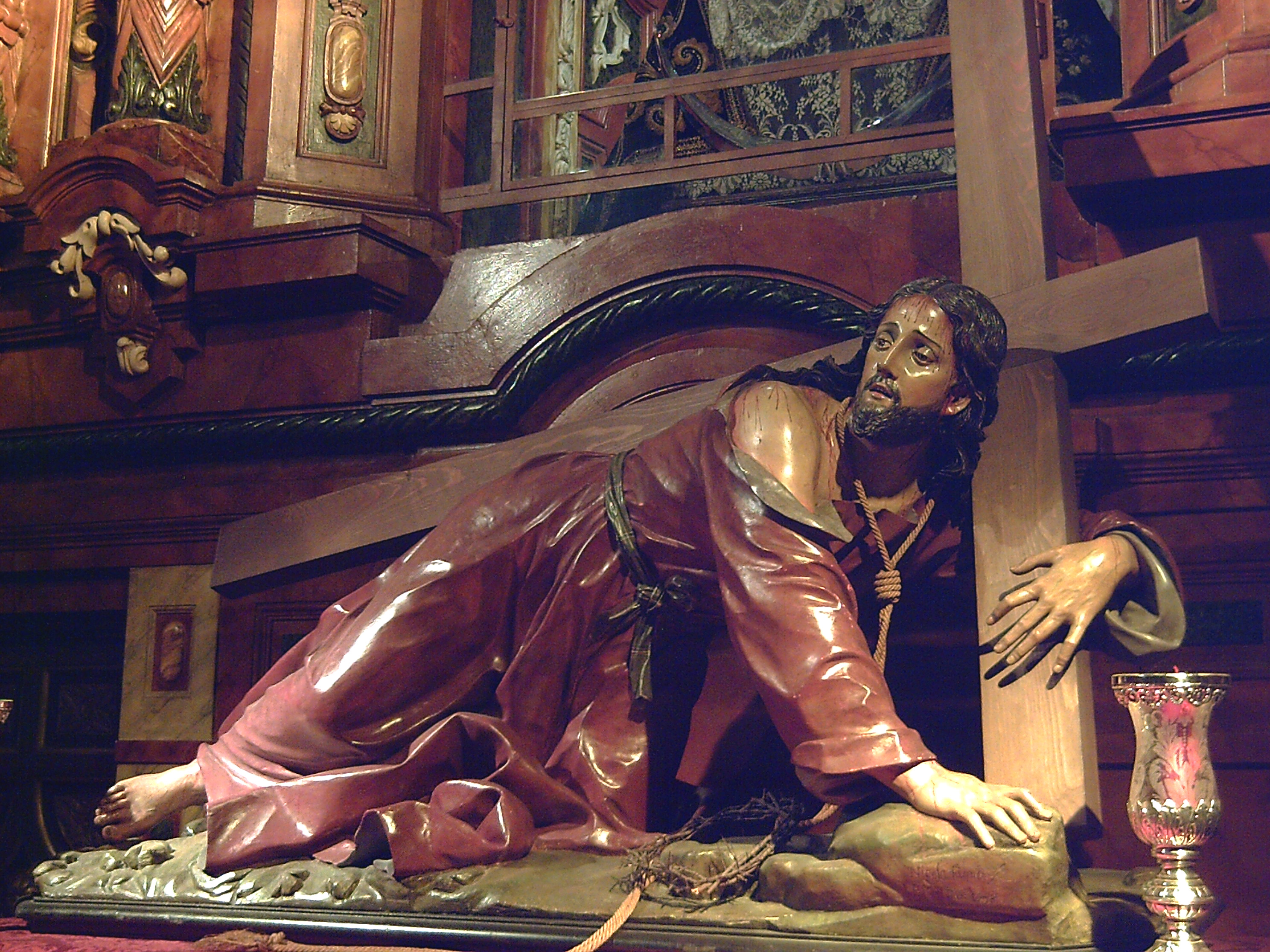
Gesù caduto portando la croce (Nicola Fumo, 1698, Chiesa di San Genesio, Madrid)

La Via Crucis (dal latino, Via della Croce - anche detta Via Dolorosa) è un rito della Chiesa cattolica con cui si ricostruisce e commemora il percorso doloroso di Gesù Cristo che si avvia alla crocifissione sul Golgota.
L'itinerario spirituale della Via Crucis è stato in tempi recenti completato con l'introduzione della Via Lucis (Via della Luce) — che celebra i misteri gloriosi, ovvero i fatti della vita di Cristo tra la sua Risurrezione e la Pentecoste.

## Storia dellaVia Crucis

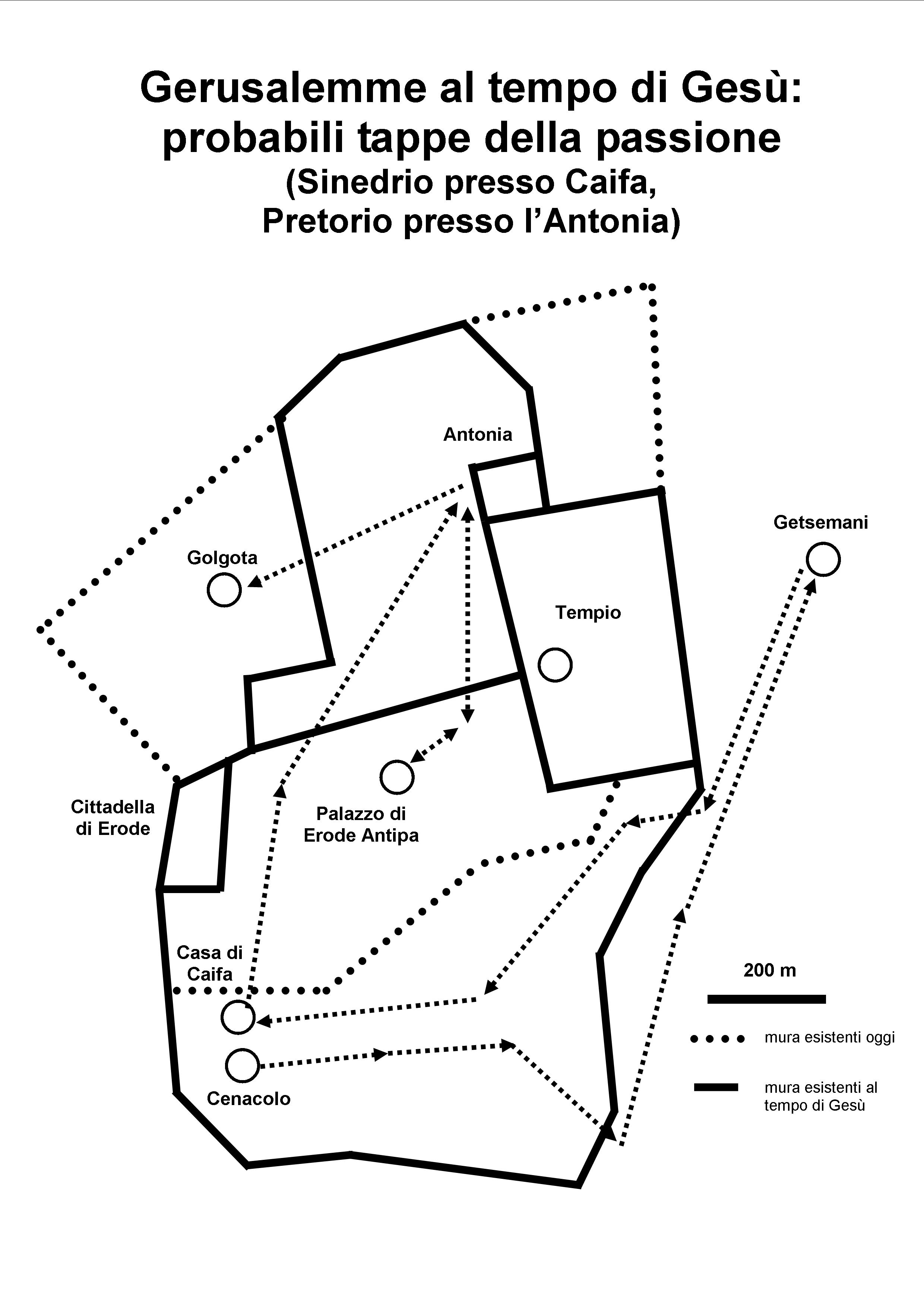
Probabili tappe della Passione a Gerusalemme

Alcuni fanno risalire la storia di questa devozione alle visite di Maria, madre di Gesù, presso i luoghi della Passione a Gerusalemme, ma la maggior parte degli storici riconosce l'inizio della specifica devozione a Francesco d'Assisi o alla tradizione francescana.
Intorno al 1294, Rinaldo di Monte Crucis, frate domenicano, racconta la sua salita al Santo Sepolcro "per viam, per quam ascendit Christus, baiulans sibi crucem", per varie tappe, che chiama stationes: il luogo della condanna a morte di Gesù, l'incontro con le pie donne, la consegna della croce a Simone di Cirene, e gli altri episodi della Passione fino alla morte di Gesù sulla Croce.
Originariamente la vera Via Crucis comportava la necessità di recarsi materialmente in visita presso i luoghi dove Gesù aveva sofferto ed era stato messo a morte. Dal momento che un tale pellegrinaggio era impossibile per molti, la rappresentazione delle stazioni nelle chiese rappresentò un modo di portare idealmente a Gerusalemme ciascun credente. Le rappresentazioni dei vari episodi dolorosi accaduti lungo il percorso contribuivano a coinvolgere gli spettatori con una forte carica emotiva. Sul finire del XIV secolo, si ha una delle prime attestazioni della Via Crucis fuori dalla Terra Santa: il frate domenicano Alvaro da Cordova introduce questa pia pratica nel suo convento.
Tale pratica popolare venne diffusa dai pellegrini di ritorno dalla Terrasanta e principalmente dai Minori Francescani che, dal 1342, avevano la custodia dei Luoghi Santi di Palestina. Inizialmente la Via Crucis come serie di quattordici "quadri" disposti nello stesso ordine (vedi il capitolo seguente) si diffonde in Spagna nella prima metà del XVII secolo e venne istituita esclusivamente nelle chiese dei Minori Osservanti e Riformati. Successivamente Clemente XII estese, nel 1731, la facoltà di istituire la Via Crucis anche nelle altre chiese mantenendo il privilegio della sua istituzione al solo ordine francescano.
Uno dei maggiori ideatori e propagatori della Via Crucis fu San Leonardo da Porto Maurizio, frate minore francescano che ne creò personalmente alcune centinaia. Al fine di limitare la diffusione incontrollata di tale pratica devozionale, Benedetto XIV ricorse poco dopo ai ripari stabilendo, nel 1741, che non vi potesse essere più di una Via Crucis per parrocchia.
La collocazione delle stazioni all'interno della chiesa doveva rispondere a norme di simmetria ed equidistanza: il corretto espletamento delle pratiche devozionali consentiva di acquisire le stesse indulgenze concesse visitando tutti i Luoghi Santi di Gerusalemme.
Oggi tutte le chiese cattoliche dispongono di una "via dolorosa", o almeno di una sequenza murale interna. Il numero e nomi delle stazioni cambiarono radicalmente in diverse occasioni nella storia della devozione, sebbene l'elenco corrente di quattordici stazioni ora sia quasi universalmente accettato. L'ordine lungo le pareti non segue una regola precisa, può infatti essere indifferentemente orario o antiorario. Secondo un documento della diocesi di Nanterre "l'ordine più diffuso è quello antiorario, ma non c'è una regola generale".

## Stazioni dellaVia Crucis

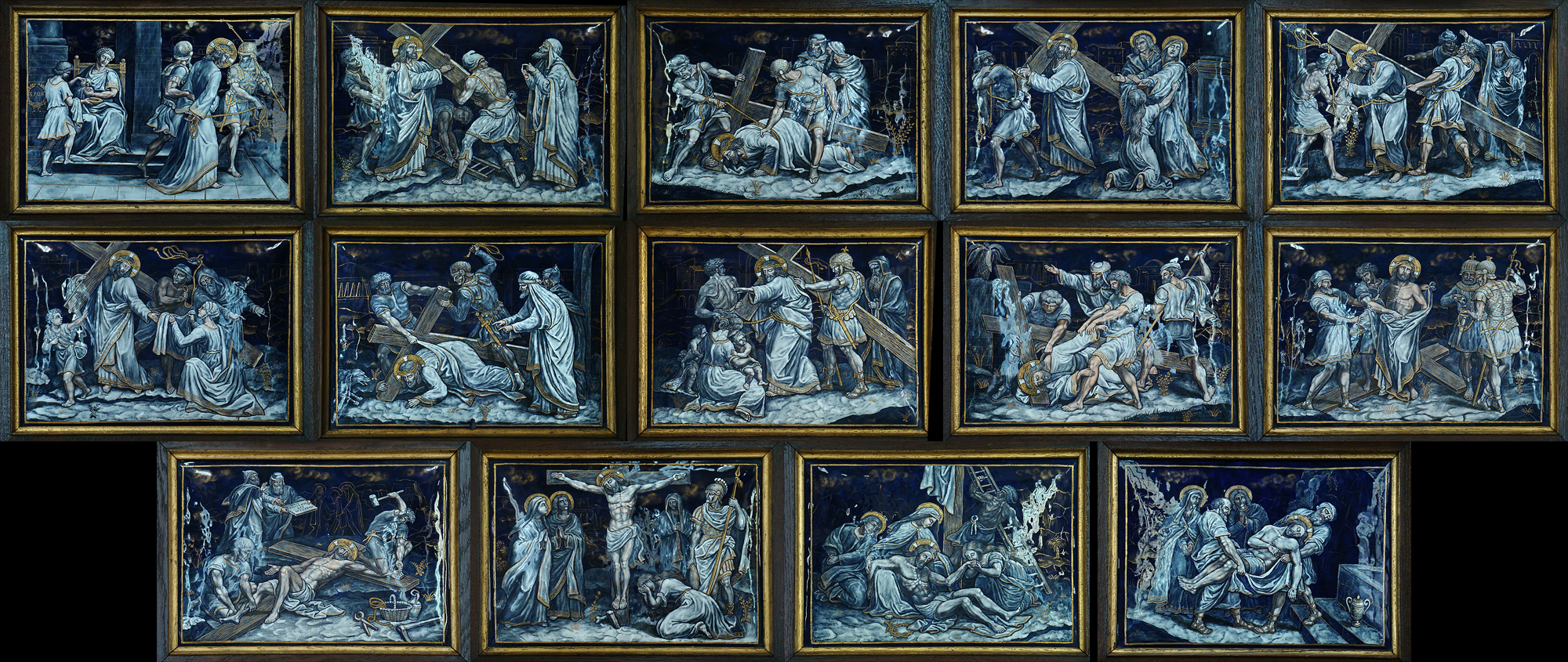
Stazioni della Via Crucis, Chiesa di Notre Dame des Champs, Avranches

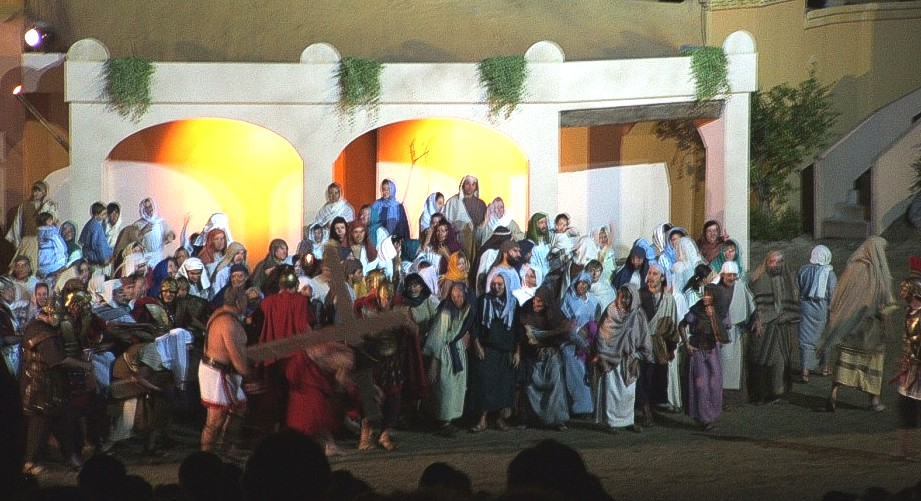
La scena della Via Crucis nello spettacolo teatrale de "La Passione", Sordevolo (Biella)

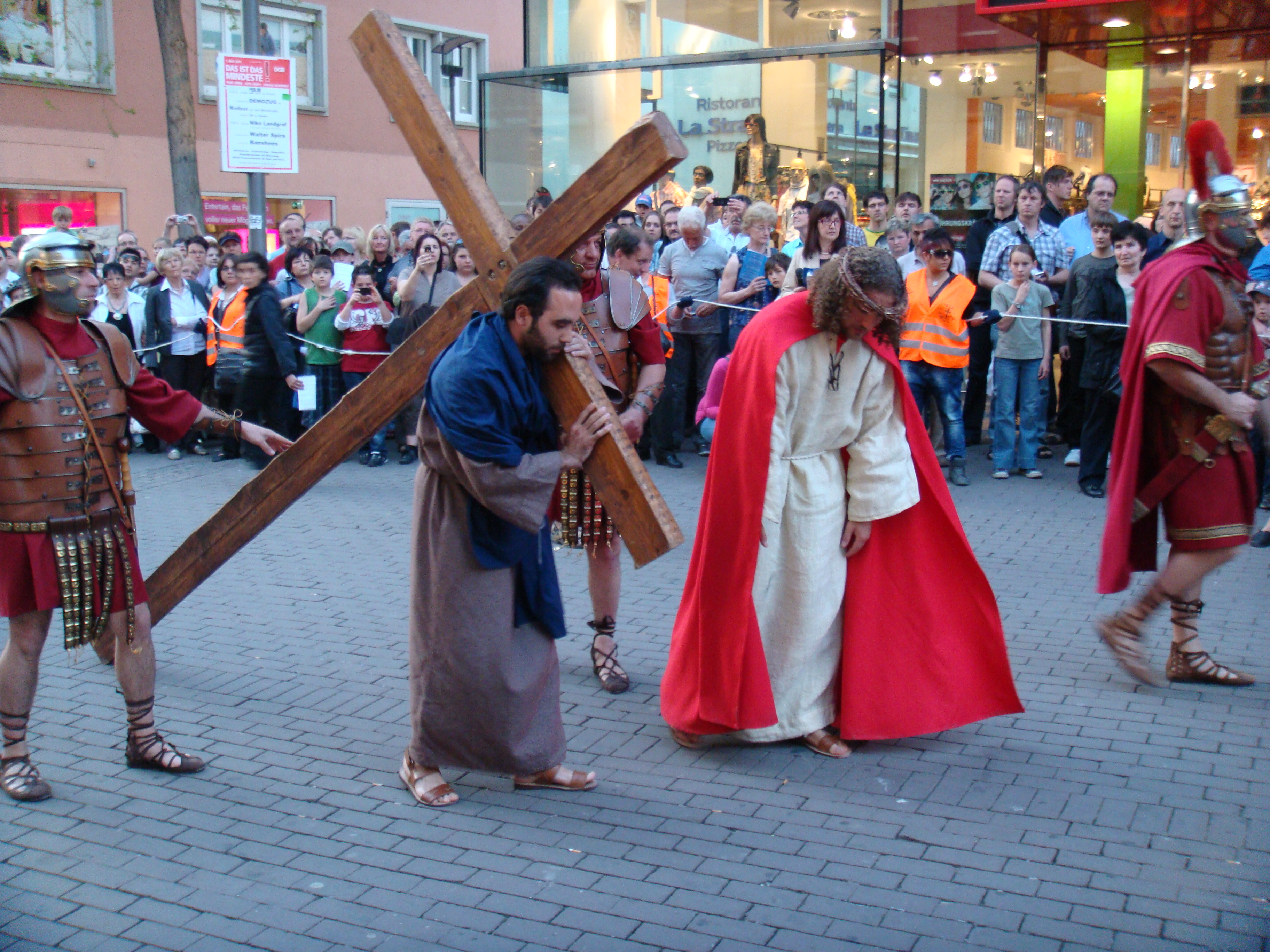
Stazione 5: Simone di Cirene, Via Crucis di Ulm (Venerdì Santo 2011), Missione cattolica italiana

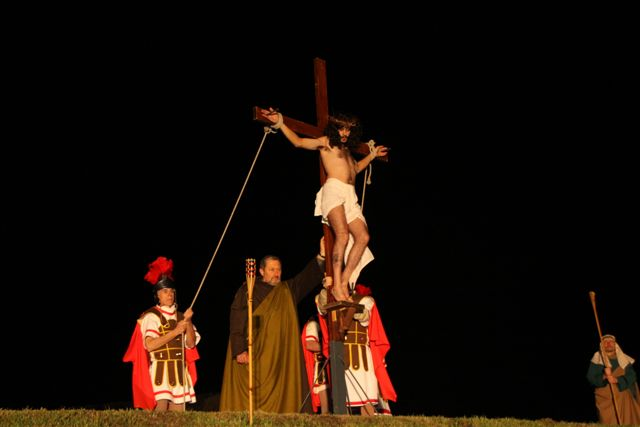
Un momento della Via Crucis di Campi Bisenzio

L'elenco di stazioni della Via Crucis che è arrivato a noi come tradizionale è il seguente:
1. Gesù è condannato a morte
2. Gesù è caricato della croce
3. Gesù cade per la prima volta
4. Gesù incontra sua madre

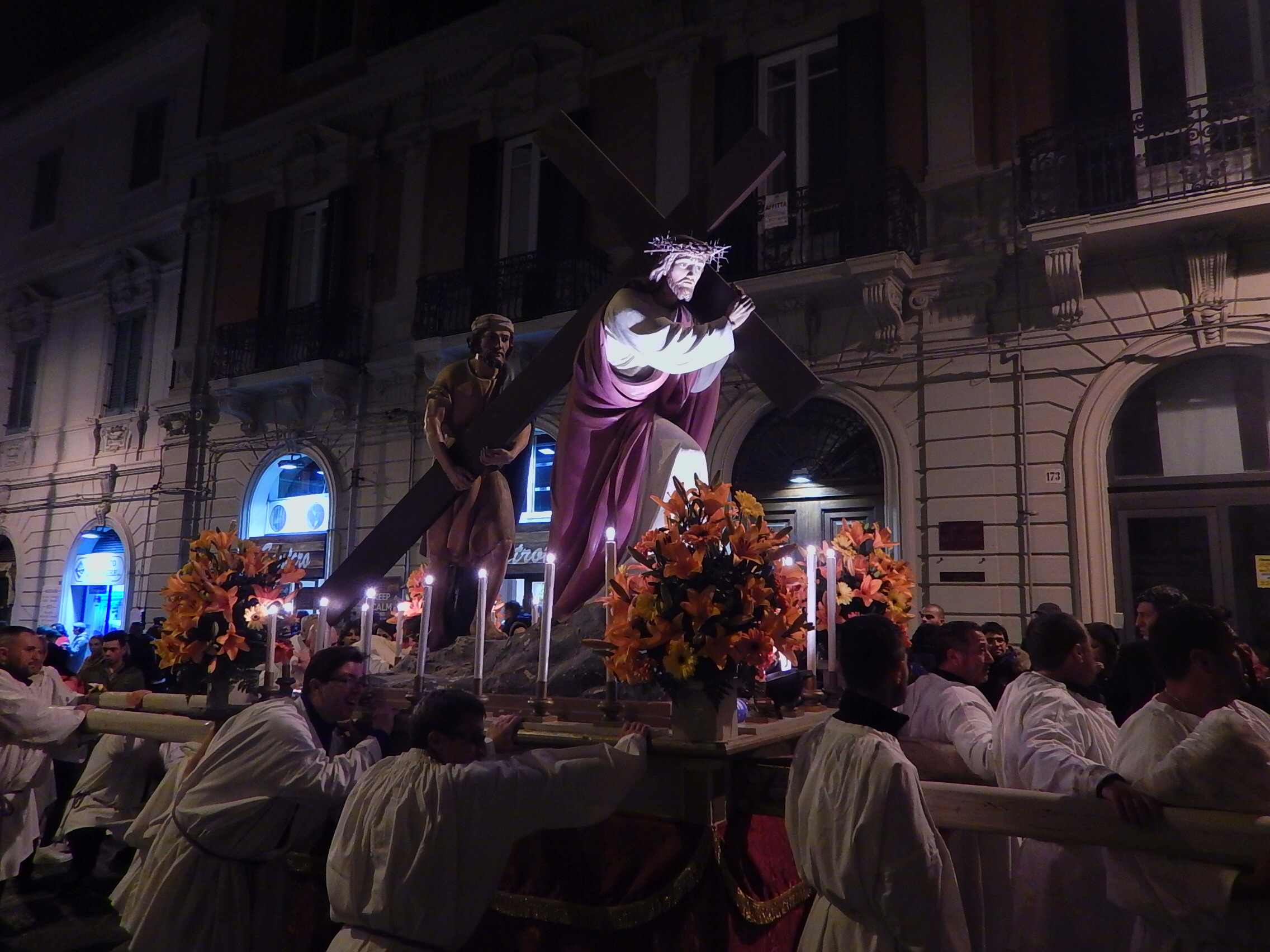
l'antica processione delle Barette si svolge a Messina il Venerdì Santo dal XV secolo

5. Gesù è aiutato a portare la croce da Simone di Cirene
6. Santa Veronica asciuga il volto di Gesù
7. Gesù cade per la seconda volta
8. Gesù incontra le donne di Gerusalemme
9. Gesù cade per la terza volta
10. Gesù è spogliato delle vesti
11. Gesù è inchiodato sulla croce
12. Gesù muore in croce
13. Gesù è deposto dalla croce
14. Il corpo di Gesù è posto nel sepolcro

Il carattere devozionale di alcune delle stazioni tradizionali, da una parte, e l'assenza di momenti significativi dei racconti evangelici, dall'altra, hanno portato a elaborare schemi alternativi di Via Crucis, articolate secondo il Vangelo.
A livello gerarchico, tale proposta appare per la prima volta nel Libro del Pellegrino che veniva offerto in occasione dell'Anno Santo del 1975: vi si trovava lo schema tradizionale e anche lo schema biblico.
Nel 1991 la tradizionale Via Crucis di Giovanni Paolo II al Colosseo fu fatta secondo lo schema seguente:
1. Gesù nell'orto degli ulivi (Marco 14,32-36[2])
2. Gesù, tradito da Giuda, è arrestato (Marco 14,45-46[3])
3. Gesù è condannato dal sinedrio (Marco 14,55.60-64[4])
4. Gesù è rinnegato da Pietro (Marco 14,66-72[5])
5. Gesù è giudicato da Pilato (Marco 15,14-15[6])
6. Gesù è flagellato e coronato di spine (Marco 15,17-19[7])
7. Gesù è caricato della croce (Marco 15,20[8])
8. Gesù è aiutato dal Cireneo a portare la croce (Marco 15,21[9])
9. Gesù incontra le donne di Gerusalemme (Luca 23,27-28[10])
10. Gesù è crocifisso (Marco 15,24[11])
11. Gesù promette il suo regno al buon ladrone (Luca 23,39-42[12])
12. Gesù in croce, la madre e il discepolo (Giovanni 19,26-27[13])
13. Gesù muore sulla croce (Marco 15,33-39[14])
14. Gesù è deposto nel sepolcro (Marco 15,40-46[15])

Essa è stata usata per alcuni anni da papa Giovanni Paolo II, da Benedetto XVI e da Francesco.

### La quindicesima stazione
A volte la Via Crucis viene terminata con una quindicesima stazione, la Risurrezione di Gesù. Chi la aggiunge lo fa nell'idea che la preghiera cristiana nella contemplazione della passione non può fermarsi alla morte, ma deve guardare al di là, allo sbocco di cui i Vangeli ci parlano, alla risurrezione.
La scelta teologicamente più corretta però è quella di evitare tale stazione in modo che la Via Crucis rimanga una meditazione centrata sulla Passione e Morte piuttosto che sulla Risurrezione.
In molti paesi sta diventando tradizione celebrare la Via Lucis nel tempo pasquale, come meditazione gioiosa della risurrezione di Cristo.

## I papi e laVia Crucisal Colosseo

Il Colosseo, uno dei luoghi della Via Crucis romana.

La prima Via Crucis al Colosseo venne celebrata nel venerdì santo del 1750, voluta da papa Benedetto XIV per quell’anno giubilare. Per oltre un secolo, fino all'Unità d'Italia, il Colosseo fu teatro di questo rito che vedeva ripercorrere la Passione di Cristo in 14 stazioni. In tale occasione, vennero erette 14 edicole rappresentanti altrettante stazioni e una grande croce al centro dell’anfiteatro. Con la presa di Roma del 1870, tale tradizione venne interrotta: il papa restava chiuso in Vaticano e le edicole e la croce furono rimosse.
Solo nel 1926, mentre si definivano i dettagli del Concordato tra lo Stato italiano e la Chiesa cattolica, la croce tornò al Colosseo, non al centro ma di lato dove si trova tuttora. Fu papa Giovanni XXIII a riportare il rito della Via Crucis nell’anfiteatro Flavio, in occasione della Pasqua nel 1959. Nel 1965, sotto il pontificato di papa Paolo VI, si decise di rendere annuale questa consuetudine: proprio la Via Crucis del 1965 fu la prima diretta in Eurovisione della Rai.
Per molti anni, i papi hanno portato personalmente la croce di stazione in stazione, fino a quando, a causa dell'acuirsi dei problemi derivanti dai postumi dell'attentato subito e dall'età avanzata, papa Giovanni Paolo II decise di presiedere la celebrazione da un palco sulla Collina Palatina, mentre altri portavano la croce.
Nel 2005, a causa dei suoi gravi problemi di salute, papa Wojtyla seguì la Via Crucis del Colosseo in televisione dal suo studio in Vaticano: sarebbe morto 7 giorni dopo, la sera del 2 aprile. Per lo stesso motivo, in occasione della Via Crucis del 2023, papa Francesco non presiedette di persona il rito ma si limitò a seguirlo in televisione dal suo appartamento nella Domus Sanctae Marthae.
Soltanto in due occasioni, nel 2020 e nel 2021, il rito della Via Crucis non si è svolto al Colosseo: a causa delle restrizioni dovute alla pandemia di COVID-19 le celebrazioni si sono svolte in piazza San Pietro, davanti al sagrato della Basilica.
Ogni anno una persona o un gruppo era invitato a scrivere i testi delle meditazioni per le Stazioni. Alcuni dei commentatori, negli ultimi anni, non erano fedeli cattolici. In alcuni anni, ad esempio nel 1991, le Stazioni meditate non sempre seguivano l'elenco tradizionale. Il papa stesso ha scritto i testi in occasione dell'anno giubilare del 2000 e lì ha utilizzato le Stazioni tradizionali.

## Via Crucise indulgenze
Nella Chiesa cattolica il pio esercizio della Via Crucis è connesso con l'indulgenza plenaria secondo le normali condizioni stabilite dalla Chiesa. Per ottenere l'indulgenza, i fedeli devono pregare sostando in ciascuna stazione, meditando sul mistero della Passione. Non vi sono particolari requisiti sulla durata della meditazione, né la necessità di utilizzare preghiere specifiche, e non è indispensabile che la meditazione corrisponda alle stazioni che sono dipinte. Ciascuna raffigurazione delle Stazioni della Via Crucis dovrebbe essere benedetta da un francescano (o dall'ordinario del luogo o da un suo delegato) e dovrebbe includere una croce di legno ad ogni stazione. Le immagini sono opzionali. La stessa indulgenza può essere applicata a chi non può materialmente visitare le stazioni purché mediti per 30 minuti sulla Passione.

## Quando si esegue laVia Crucis
La Via Crucis rappresenta un momento di preghiera, di riflessione e un cammino penitenziale.
La celebrazione della Via Crucis è molto comune nei venerdì di Quaresima, specialmente il venerdì santo. Di frequente le celebrazioni a carattere comunitario sono accompagnate da vari canti e preghiere, molto comune come accompagnamento musicale la sequenza dello Stabat Mater Dolorosa.
La Via Crucis entra a far parte dell'insieme delle Rappresentazioni popolari.
Tra le rappresentazioni più antiche in Italia e risalente al 1729, vi è quella di Romagnano Sesia, in provincia di Novara.
Circa trecento personaggi che nella settimana Santa mettono in scena le Sacre Rappresentazioni del Venerdì Santo prendono parte alla solenne Via Crucis serale che si svolge per le vie del paese. Definita un unicum di religiosità popolare trasforma un piccolo borgo ai piedi della Valsesia in un'antica Gerusalemme, dove la tradizione si fonde con la religiosità.
Un'altra rappresentazione popolare importante in Piemonte è la Via Crucis di Antignano, un paesino in provincia di Asti, dove 140 personaggi (quasi tutti Antignanesi) vestono i panni di 2000 anni fa per rievocare le ultime ore di vita di Gesù. Rappresentazione non solo teatrale, ma anche liturgica che viene messa in scena solo ed esclusivamente il venerdì Santo.
Una spettacolare Via Crucis, di origine spagnola, si svolge a Trapani dal 1600 dal Venerdì Santo al Sabato santo, con 20 gruppi statuari: la Processione dei misteri di Trapani.
Un'altra via crucis è quella vivente di Marsala, la Sacra Rappresentazioni della Passione del Signore fino al 2012 Processione del Giovedì Santo di Marsala, formata da quadri viventi, con attori che recitano indossando abiti di antica fattura e che rievocano la passione del Signore. Tra i vari quadri viventi ci sono le cadute del Cristo che porta la croce.
A Caltanissetta per il Giovedì santo si tiene una maestosa processione delle cosiddette Vare, simulacri a grandezza naturale, rappresentanti le stazioni della Via Crucis.
Altra importante e suggestiva rappresentazione della Passione del Cristo si svolge, da fine 1800, a Frassinoro (MO), il Venerdì Santo, ogni tre anni. La particolarità della Via Crucis Vivente di Frassinoro è la staticità dei quadri: tutti i figuranti restano immobili nella varie Stazioni e la Processione dei pellegrini, guidata dal Parroco con la Croce, segue il percorso in silenziosa preghiera.
A Cianciana viene rappresentata ogni anno durante la Settimana Santa: la domenica delle palme ingresso di Gesù in Gerusalemme, il giovedì Santo la Passione di Cristo tra scene e narrazione con voce fuori campo, la rappresentazione dell’ultima Cena con l'istituzione dell'eucaristia, il tradimento di Giuda, la preghiera nel Getsemani, la cattura, il giudizio di Cristo davanti al sinedrio, a Pilato e a Erode, l'Ecce Homo; il Venerdì Santo la flagellazione, la condanna e la Via Crucis vivente fino al Calvario, con la crocifissione rappresentata da attori viventi. Il tutto accompagnato dall’esibizione del gruppo dei lamentatori della Confraternita di Maria Addolorata e del Santissimo Crocifisso di Cianciana;il Sabato Santo La Risurrezione e Gesù incontra Maria; La Via Crucis invece inizia da Largo Convento percorre Salita Regina Elena fino al Calvario durante la quale vengono rappresentate le varie stazioni della Via Crucis (incontro di Mara con Gesù, il Cireneo, la Maddalena, le cadute, Crocifissione Vivente, deposizione, ecc.) sempre da personaggi Viventi in costume d’epoca; la Domenica di Pasqua incontro Gesù Risorto- Maria.

## Iconografia

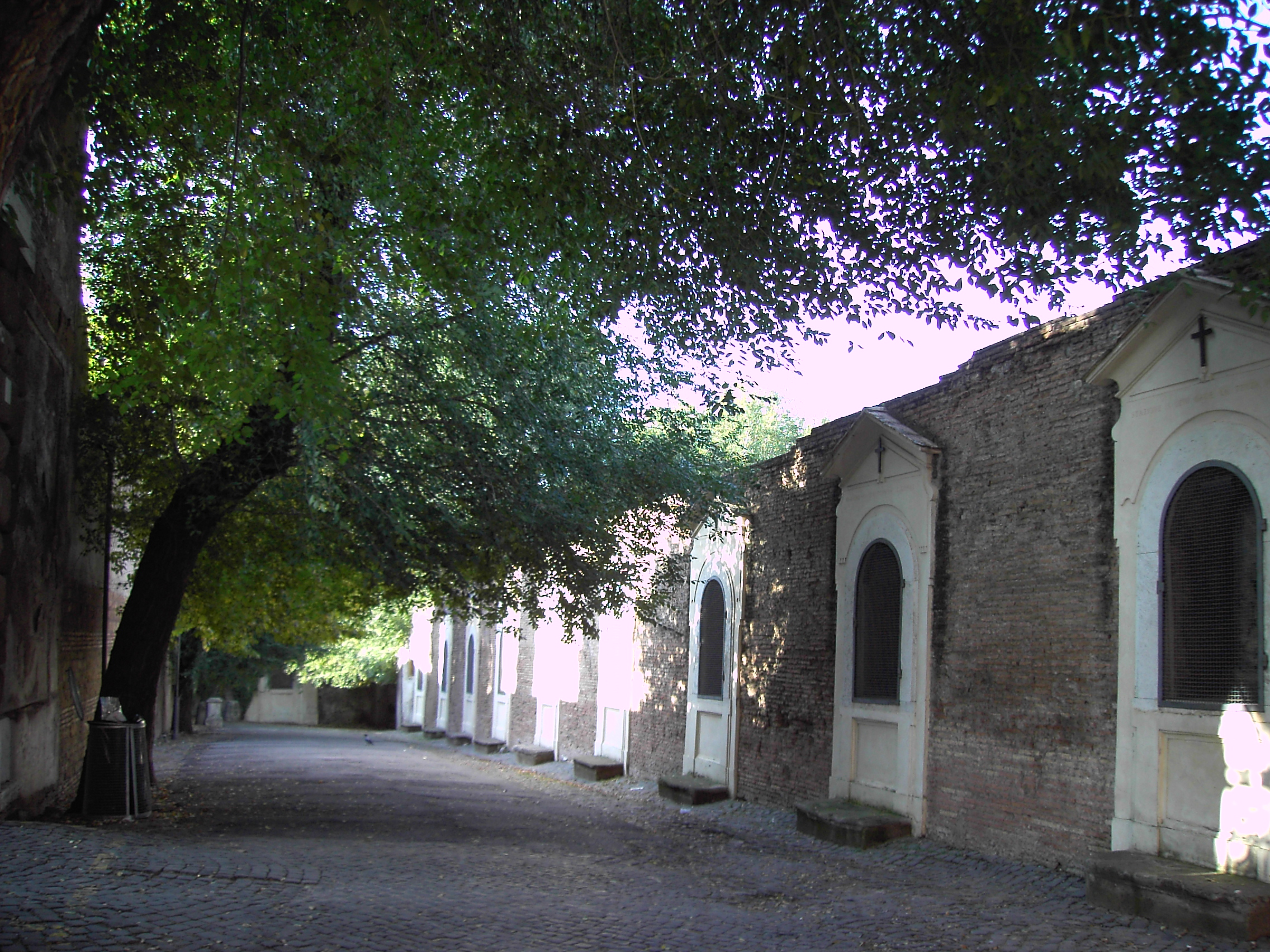
Le stazioni della Via Crucis a san Bonaventura al Palatino (Roma)

Da un punto di vista artistico, molto interesse è stato mostrato nei secoli verso l'analisi, la conservazione e il restauro delle immagini iconografiche associate con questa pratica: le quattordici stazioni sono state raffigurate nelle chiese e in altri luoghi di culto, a volte anche in esterni, con dipinti, formelle in terracotta, bassorilievi in rame o vere e proprie sculture. Artisticamente sono considerate parte della produzione tematica ispirata alla crocifissione.
Si ricordano, ad esempio, la celebre Via Crucis dipinta da Giandomenico Tiepolo tra il 1747 e il 1749 per la chiesa di San Polo a Venezia o la Via Crucis di San Giuseppe eseguita nel 1713 da Giovanni Antonio Cappello per la chiesa di San Giuseppe a Brescia, conservata integralmente.
Tra le opere moderne:
- Via Crucis di Gino Severini a Cortona (1947)
- Via Crucis di Trento Longaretti a Monasterolo (1970)

## Componimenti musicali
- Via Crucis (Fabio Mengozzi)
- Via Crucis (Mauro Becattini)
- Vie Crucis (Frate Cesare)
- Via crucis (Liszt)

## Libri
- A. Mobiglia, Il buon ladrone, Cantagalli 2024